# 海山駅 (桃園県)
海山駅（かいざんえき）は台湾桃園県蘆竹郷（現・桃園市蘆竹区）にかつてあった台湾鉄路管理局林口線の駅。林口線で試験的に運行された旅客列車の旅客駅として設置され、付近の海山路マンションを主な対象客としていた。

## 歴史
- 2009年8月10日 - 長興までの旅客列車が海湖まで延伸運行開始[1][2]。
- 2012年12月28日 - 林口線で最後の旅客列車が運行され[3]、翌日で廃止。

## 駅構造
- 単式ホーム1面1線の地上駅で無人駅だった。

## 駅周辺
- 台湾桃園国際空港

## 隣の駅
台湾鉄路管理局
林口線（廃線）
長興駅 - 海山駅 - 海湖駅